# サルヴァーバード郡
サルヴァーバード郡（ペルシア語: شهرستان سروآباد）とは、イランのコルデスターン州の郡である。郡中心市はサルヴァーバード。2016年の人口は44,940人。郡は中心地区とUraman地区の2つに区画され，郡に属する市（シャフル）はサルヴァーバードのみである。